# دره رود سرخ
دره رود سرخ (انگلیسی: Red River Valley) یک فیلم است که در سال ۱۹۹۷ منتشر شد.